# هادیشهر (تاجیکستان)
هادیشهر (به لاتین: Khodishar) یک منطقهٔ مسکونی در تاجیکستان است که در ولایت سغد واقع شده‌است.